# Oxyodes tanymekes
Oxyodes tanymekes är en fjärilsart som beskrevs av Willie Horace Thomas Tams 1935. Oxyodes tanymekes ingår i släktet Oxyodes och familjen nattflyn. Inga underarter finns listade i Catalogue of Life.